# Eijirō Mori
Eijirō Mori (japanisch 森 英次郎 Mori Eijirō; * 8. April 1986 in der Präfektur Kanagawa) ist ein ehemaliger japanischer Fußballspieler.

## Karriere
Mori erlernte das Fußballspielen in der Schulmannschaft der Toin Gakuen High School und der Universitätsmannschaft der Juntendo-Universität. Seinen ersten Vertrag unterschrieb er 2009 bei Gainare Tottori. Der Verein spielte in der dritthöchsten Liga des Landes, der Japan Football League. 2010 wurde er mit dem Verein Meister der Japan Football League und stieg in die J2 League auf. Am Ende der Saison 2013 stieg der Verein in die J3 League ab. 2015 wechselte er zum Ligakonkurrenten Grulla Morioka. Für den Verein absolvierte er 63 Ligaspiele. Ende 2017 beendete er seine Karriere als Fußballspieler.